# Lorenzo Zurzolo
Lorenzo Zurzolo (nascido em 21 de março de 2000), é um ator italiano. Ele é mais conhecido por seus papéis na série de drama adolescente da Netflix, Baby, no filme de comédia dramática da Netflix Under the Riccione Sun e no filme de drama indicado ao Oscar EO.

## Biografia
Lorenzo Zurzolo nasceu em Roma filho de Federico Zurzolo, jornalista, e Gabria Cipullo, produtora de cinema e diretora de elenco. Ele tem uma irmã mais velha, Ludovica.
Aos 7 anos, Zurzolo apareceu em um comercial com o jogador de futebol Francesco Totti, marcando sua entrada no mundo da atuação. Frequentou a Scuola di Recitazione Omnes Artes, fundada por Veruska Rossi e Guido Governale.
Ele cita Elio Germano, Valerio Mastandrea, Paolo Sorrentino e os irmãos D'Innocenzo como seus maiores modelos no cinema.

## Filmografia
| † | Denota projetos que ainda não foram lançados |

### Filme
| Ano  | Título                    | Papel          | Ref.   |
| ---- | ------------------------- | -------------- | ------ |
| 2012 | Uma Família Perfeita      | Angelo         | [ 7 ]  |
| 2013 | Passeio                   | Lorenzo        | [ 8 ]  |
| 2018 | Desconectado              | Giulio Ranieri | [ 9 ]  |
| 2019 | Compromissos entre noivos | Riccardo       | [ 10 ] |
| 2020 | Sob o Sol de Riccione     | Vincenzo       | [ 11 ] |
| 2020 | Fim de semana             | Alessandro     | [ 12 ] |
| 2021 | Morrison                  | Lodovico       | [ 13 ] |
| 2022 | EO                        | Vito           | [ 14 ] |
| 2022 | Sob o Sol Amalfitano      | Vincenzo       | [ 15 ] |
| 2023 | Diabolik: Quem é você?    | Young Diabolik | [ 16 ] |
| TBA  | Na Mão de Dante †         | TBA            | [ 17 ] |

### Televisão
| Ano             | Título              | Papel                      | Notas                      | Ref.   |
| --------------- | ------------------- | -------------------------- | -------------------------- | ------ |
| 2008            | Dom Matteo          | Simone                     | 1 episódio                 | [ 18 ] |
| 2012            | Um passo do céu     | Andreia                    | 1 episódio                 | [ 19 ] |
| 2015            | Este é o meu país   | Nino Ferrari               | 6 episódios                | [ 20 ] |
| 2018            | Uma bala no coração | Michele Frugoni            | 6 episódios                | [ 21 ] |
| 2018–20         | Bebê                | Niccolò Rossi Govender     | 18 episódios               | [ 22 ] |
| 2022 – presente | Prisma              | Danielle                   | Protagonista; 16 episódios | [ 23 ] |
| 2024            | A história          | Carlo Vivaldi/Davide Segre | 8 episódios                | [ 24 ] |
| 2024            | M. Filho do Século  | Ítalo Balbo                | TBA                        | [ 25 ] |

## Prêmios e indicações
| Ano  | Prêmio                                  | Categoria                                      | Trabalho                                       | Resultado | Ref.   |
| ---- | --------------------------------------- | ---------------------------------------------- | ---------------------------------------------- | --------- | ------ |
| 2018 | Reggio Calabria FilmFest                | Premio Leopoldo Trieste                        | Sconnessi                                      | Venceu    | [ 26 ] |
| 2020 | Giffoni Film Festival                   | Explosive Talent Award                         | Explosive Talent Award                         | Venceu    | [ 27 ] |
| 2021 | Nastro d'Argento                        | Persol Prize for Character of the Year         | Morrison                                       | Venceu    | [ 28 ] |
| 2021 | Venice International Film Festival      | Premio Kinéo                                   | Morrison                                       | Venceu    | [ 29 ] |
| 2022 | Monte-Carlo Film Festival de la Comédie | Next Generation Award: Best Under-30 Performer | Next Generation Award: Best Under-30 Performer | Venceu    | [ 30 ] |